# 秋田重季
秋田 重季（あきた しげすえ、1886年（明治19年）10月12日 - 1958年（昭和33年）2月13日）は、明治から昭和時代の技術者、政治家、華族。貴族院子爵議員、秋田家第14代当主。旧名・重光。

## 生涯
旧公家出身の伯爵大原重朝の二男であったが、元三春藩主で子爵の秋田映季に嫡男が居なかったため、その娘の芳子と結婚して秋田家を継いだ。養父の死去に伴い1907年（明治40年）3月6日、子爵を襲爵。
1910年（明治43年）に東京帝国大学工科大学を卒業。同年、逓信省臨時発電水力調査局雇となり、鉄道院技手、同技師などを務める。また、歌会始講頌となる。
1919年（大正8年）5月17日、貴族院子爵議員に選出され、研究会に属し貴族院が廃止された1947年（昭和22年）5月2日まで在任。1946年（昭和21年）には永年在職議員として表彰を受けた。
また、谷口隆之助から『生命の実相』を紹介されたことをきっかけに、生長の家に入信。戦前は本部教化部長・企画部長・理事長を歴任、戦後は生長の家社会事業団理事長、児童養護施設生長の家神の国寮寮長を務めた。
1958年（昭和33年）に71歳で死去し、妻・芳子との間に生まれた一季が後を継いだ。

## 栄典
- 1933年（昭和8年）3月15日 - 従三位[7]

## 親族
- 兄 大原重明（貴族院伯爵議員）[8]
- 弟 柳原博光（伯爵・海軍中将）[8]